# Atari Flashback Portable
Atari Flashback Portable ― портативная игровая приставка, выпущенная Atari и получившая неоднозначные отзывы от журналистов. Приставка включает в себя 70 классических игр Atari.

## Описание
Игровая приставка обладает чёрным пластиковым корпусом и кнопками, которые журналисты из Le Monde оценили как «грубые». В Европе консоль стоит 60 евро. На консоли присутствует шесть кнопок, включая служащую для настройки уровня сложности второго игрока, в то время как консоль предназначена только для одиночной игры. В Atari Flashback Portable включены 70 классических игр Atari, например, Breakout.

## Критика
Журналистам из Le Monde не понравилось, что экран приставки не соответствует современным стандартам из-за маленькой диагонали, голубовато-чёрных тонов, бликов и бледного света. Кроме того, по мнению журналистов, только одна из шести кнопок Atari Flashback Portable является полезной, в то время как другие выполняют устаревшие функции (например, выбор между цветной или монохромной картинкой экрана). Из других минусов: плохая эргономика приставки, большое количество устаревших игр (таких как Pac-Man и Pong) и отсутствие некоторых классических видеоигр, например, Space Invaders.
Из плюсов Le Monde отметил историческую ценность некоторых игр, хороший дизайн коробки приставки и тот факт, что консоль вызывает чувство ностальгии по 1970-1980-м годам.